# Supporto (matematica)
In matematica, il supporto o sostegno di una funzione è il sottoinsieme dei punti del dominio dove la funzione non si annulla. Se il dominio è uno spazio topologico e la funzione è continua, allora è conveniente definire il supporto come la chiusura dell'insieme dei punti del dominio dove la funzione non si annulla.
Nel caso di una curva, il supporto è definito come l'immagine della parametrizzazione della curva.
Nel caso di una misura {\displaystyle \mu } su uno spazio misurabile {\displaystyle (X,{\mathcal {A}})}, il supporto è definito come la chiusura del sottoinsieme di {\displaystyle X} i cui punti hanno la proprietà che ogni loro intorno ha misura positiva.

## Funzioni
Sia {\displaystyle X} uno spazio topologico, e {\displaystyle Y} uno spazio vettoriale. Sia:
{\displaystyle f:\Omega \subseteq X\to Y}
Si definisce supporto di {\displaystyle f} l'insieme:
{\displaystyle \operatorname {supp} f:={\overline {\{\mathbf {x} \in \Omega :f(\mathbf {x} )\neq \mathbf {0} \}}}}
Di particolare importanza in analisi sono le funzioni a supporto compatto.

## Teoria della misura
Il supporto di una misura {\displaystyle \mu } su uno spazio misurabile {\displaystyle (X,{\mathcal {A}})} è la chiusura del sottoinsieme di {\displaystyle X} i cui punti hanno la proprietà che ogni loro intorno ha misura positiva.
Sia {\displaystyle (X,{\mathcal {A}},\mu )} uno spazio misurabile (con misura non negativa), allora:
{\displaystyle \mathrm {supp} \,\mu :={\overline {\{x\in X\,:\forall N\ni x,\,\mu (N)>0\}}}}

## Curve
Il supporto di una curva è definito come l'immagine della parametrizzazione della curva. Sia {\displaystyle \mathbf {r} } la parametrizzazione di una curva:
{\displaystyle \mathbf {r} :I\subseteq \mathbb {R} \to \mathbb {R} ^{n},}
allora il suo supporto {\displaystyle \Gamma } è l'immagine di {\displaystyle \mathbf {r} }, cioè l'insieme:
{\displaystyle \Gamma =\{\mathbf {x} \in \mathbb {R} ^{n}:\exists t\in I,\,\mathbf {x} =\mathbf {r} (t)\}=\mathbf {r} (I).}
Si nota che per descrivere la curva non basta solo il suo supporto. Infatti, ad esempio, la curva {\displaystyle \gamma _{1}(t)=(\cos t,\sin t),t\in [0,2\pi ]} e la curva {\displaystyle \gamma _{2}(t)=(\cos t,\sin t),t\in [0,3\pi ]} hanno lo stesso supporto, ma la prima è semplice e chiusa, la seconda no.

## Supporto singolare
Nell'analisi di Fourier, il supporto singolare di una distribuzione è intuitivamente definito come l'insieme dei punti in cui la distribuzione non è una funzione liscia. Per esempio, la trasformata di Fourier della funzione gradino di Heaviside può essere vista come la funzione {\displaystyle 1/x} eccetto per il punto {\displaystyle x=0}. Nello specifico, essa ha la forma:
{\displaystyle {\hat {H}}(s)=\lim _{N\to \infty }\int _{-N}^{N}\mathrm {e} ^{-2\pi ixs}H(x)\,\mathrm {d} x={\frac {1}{2}}\left(\delta (s)-{\frac {i}{\pi }}\mathrm {p.v.} {\frac {1}{s}}\right)}
La trasformata possiede quindi un supporto singolare {\displaystyle \{0\}} e non può essere espressa come una funzione, ma come la distribuzione (temperata) {\displaystyle \mathrm {p.v.} 1/s} che associa alla funzione di test {\displaystyle \varphi } il valore principale di Cauchy di:
{\displaystyle \int _{-\infty }^{\infty }\varphi (s)/s\,\mathrm {d} s}